# 瞬間の愛
「瞬間の愛」（ひとときのあい）は、1983年7月21日に日本コロムビアからリリースされた中村雅俊の楽曲で19枚目のシングル。

## 解説
オリコンチャートの登場週数は10週、チャート最高順位は週間36位、累計4.6万枚のセールスを記録した。
B面曲の「No Secrets」は、1970年代に現役のアイドル歌手だった当時の榊原郁恵のサイドから楽曲の依頼があった時に提供するつもりで作ったが、ボツになったために自分の曲として本シングルに収録したものであることを、後日中村自身が明かしている。

## タイアップ
中村が主演した朝日放送系テレビドラマ『必殺渡し人』主題歌。同楽曲をベースにした殺しのテーマ「冥土へ漕ぎ出す渡し人」も制作されたが、途中で「必殺!」に切り替えられた。
そのためか、後年のベスト・アルバムに本曲が収められる機会は少なく、『中村雅俊シングル・ボックス』（1993年）と『SONGS ON TV』（2002年）、『Masatoshi Nakamura 45th Anniversary Single Collection 〜yes! on the way〜』（2019年）、コロムビア系のテレビ時代劇の主題歌から特に埋もれていた楽曲を集めたコンピレーション『コロちゃんのチャンバラ大行進〜スーパー時代劇レアリティーズ〜』（2003年）、コロムビア以外の音源も収めた2枚組『青春テレビ倶楽部40 時代劇スペシャル』（2009年）に収録されているのみである。

## 収録曲
全作詞：三浦徳子
1. 瞬間の愛
  - 作曲：平尾昌晃、編曲：川村栄二
2. No Secrets
  - 作曲：中村雅俊、編曲：国吉良一・川村栄二